# Bloc Federal d'Esquerres
El Bloc Federal d'Esquerres, fundat l'agost de 1934 després d'una escissió del Partit Republicà Democràtic Federal, va tenir diferents líders com Antoni Botifoll, Francesc Macià Panicello i Joan B. Rodés al llarg de la seva trajectòria. Va existir fins a la Guerra Civil espanyola, moment en què va perdre rellevància política.